# Bahau
Bahau is een stad in de Maleisische deelstaat Negeri Sembilan.
Bahau telt 7200 inwoners.